# Distrito autónomo de Janti-Mansi
Janti-Mansi, también llamado Janti-Mansi—Yugrá (en ruso: Ха́нты-Манси́йский автоно́мный о́круг — Югра́), es uno de los cuatro distritos autónomos que, junto con los cuarenta y siete óblast, veintidós repúblicas, nueve krais y tres ciudades federales, conforman los ochenta y cinco sujetos federales de Rusia. Su capital es Janti-Mansisk. Está ubicado en el distrito Ural limitando al norte con Yamalia-Nenetsia, al este con Krasnoyarsk, al sureste con Tomsk, al sur con Tiumén, al oeste con Sverdlovsk y al noroeste con la República de Komi.
Los nativos de la región son los janty y los mansi, conocidos colectivamente como Ob-ugrios, cuyas lenguas son cercanas al húngaro. El territorio se conoce como Yugrá. Las lenguas locales, el janty y el mansi, tienen un estatus especial, mientras que el ruso es el idioma oficial.
La mayoría del petróleo producido en Rusia viene de Janti-Mansi, dando a la región una gran importancia económica.
El distrito se estableció como tal el 4 de diciembre de 1939, como el distrito autónomo de Ostiáks y Vogúls (en ruso: Остя́ко-Вогу́льский автоно́мный о́круг). En 1942, fue renombrado como distrito autónomo de Janty-Mansi.

## Geografía
Los principales ríos en esta región son el Obi y su afluente el Irtish.

### Zona horaria
Janti-Mansi está localizado en la zona horaria de Ekaterimburgo (YEKT/YEKST). La diferencia con UTC es +0500 (YEKT)/+0600 (YEKST).

### Mapas de ríos

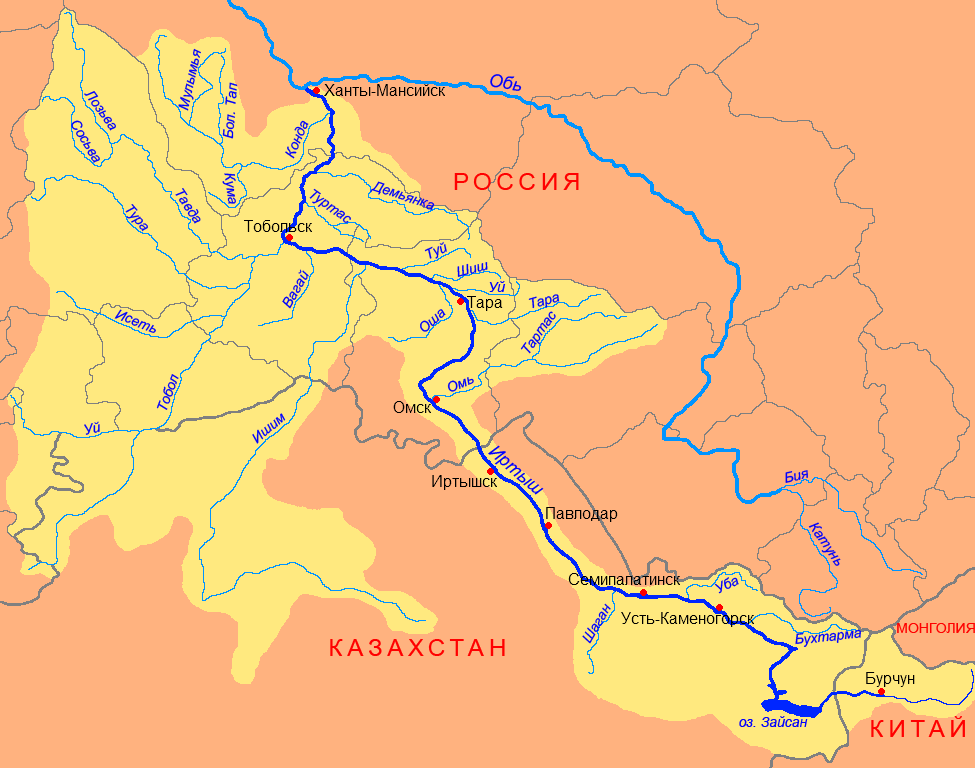
El Irtish (Иртыш) desagua en el Obi (Обь) junto a Janti-Mansisk (Ха́нты-Манси́йск)
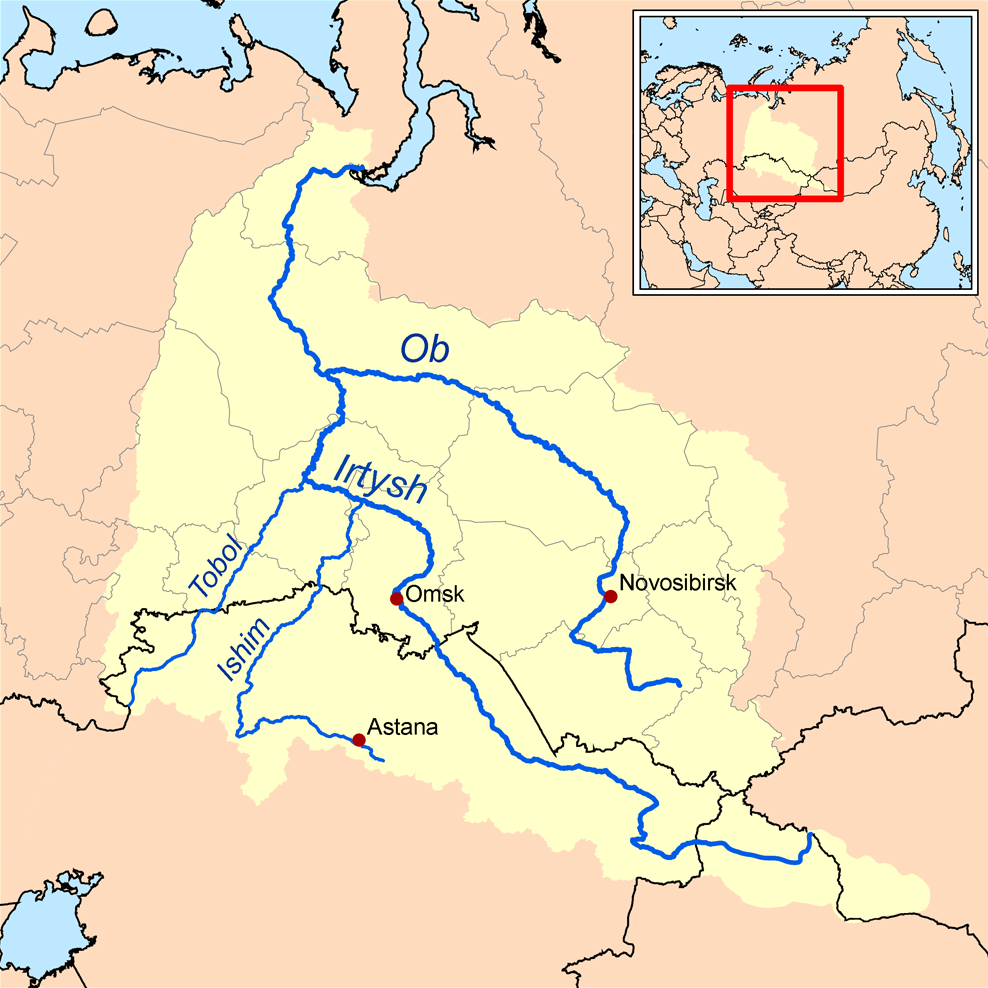
El río Obi fluye en direcciones O y N por Janti-Mansi

## Demografía
Población: Janty-Mansi tiene una superficie de 523.100 km², pero la población está irregularmente distribuida con un total de 1.432.817 habitantes (de acuerdo con el censo ruso del 2002). El centro administrativo es Janti-Mansisk, con 53.953 habitantes, pero las ciudades más grandes son Surgut (285.027), Nizhnevártovsk (239.044), y Nefteyugansk (107.830).
Grupos étnicos: La población indígena (Janty, Mansi, Nenets) son solo un 2% de la población total. La explotación del gas natural en Janty-Mansi ha atraído inmigrantes de todas las partes de la antigua Unión Soviética. Hay al menos 25 grupos étnicos de más de 200 personas cada uno. La composición nacional es •	Rusos 66.05% •	Ucranianos 8.60% •	Tártaros 7.50% •	Baskires 2.50% •	Azeríes 1.75% •	Bielorrusos 1.43% •	Janty 1.20% •	Chuvasios 1.07% •	Moldavos 0.76% •	Mansi 0.69% •	Cumucos 0.67% •	Lezguinos 0.60% •	Alemanes 0.58% •	Mari 0.51% •	Chechenos 0.48% •	Armenios 0.45%% •	Mordavos 0.44% •	Tayikos 0.39% •	Uzbekos 0.36% •	Kazajos 0.30% •	Udmurtos 0.26% •	Komi-Permianos 0.19% •	Nogayos 0.17% •	Komi 0.16% •	Kirguís 0.14% •	Darguinos 0.14% •	Ávaros 0.13% •	Polacos 0.13% •	Búlgaros 0.12% •	Gagauzos 0.11% •	Nenets 0.09% •	Georgianos 0.09% •	Griegos 0.08% •	Lak 0.07% •	Coreanos 0.06% •	Turcos 0.06% •	Osetios 0.06% •	Ingusetios 0.05% •	Judíos 0.05% •	Komi-zirianos 0.05% •	y Lituanos 0.04%, con muchos otros grupos de menos de 500 personas cada uno. El 0,92% de los habitantes rechazó declarar su nacionalidad en el cuestionario del censo. Las cifras de población históricas se muestran debajo:
|            | Censo 1939     | Censo 1959     | Censo 1970      | Censo 1979      | Censo 1989      | Censo 2002      |
| ---------- | -------------- | -------------- | --------------- | --------------- | --------------- | --------------- |
| Janty      | 12.238 (13.1%) | 11.435 (9.2%)  | 12.222 (4.5%)   | 11.219 (2.0%)   | 11.892 (0.9%)   | 17.128 (1.2%)   |
| Mansi      | 5.768 (6.2%)   | 5.644 (4.6%)   | 6.684 (2.5%)    | 6.156 (1.1%)    | 6.562 (0.5%)    | 9.894 (0.7%)    |
| Nenets     | 852 (0.9%)     | 815 (0.7%)     | 940 (0.3%)      | 1.003 (0.2%)    | 1.144 (0.1%)    | 1.290 (0.1%)    |
| Komi       | 2.436 (2.6%)   | 2.803 (2.3%)   | 3.150 (1.2%)    | 3.105 (0.5%)    | 3.000 (0.2%)    | 3.081 (0.2%)    |
| Rusos      | 67.616 (72.5%) | 89.813 (72.5%) | 208.500 (76.9%) | 423.792 (74.3%) | 850.297 (66.3%) | 946.590 (66.1%) |
| Ucranianos | 1.111 (1.2%)   | 4.363 (3.5%)   | 9.986 (3.7%)    | 45.484 (8.0%)   | 148.317 (11.6%) | 123.238 (8.6%)  |
| Tártaros   | 2.227 (2.4%)   | 2.938 (2.4%)   | 14.046 (5.2%)   | 36.898 (6.5%)   | 97.689 (7.6%)   | 107.637 (7.5%)  |
| Otros      | 1.026 (1.1%)   | 6.115 (4.9%)   | 15.629 (5.8%)   | 43.106 (7.6%)   | 163.495 (12.7%) | 223.959 (15.6%) |

Estadísticas Vitales (2005)
- Nacimientos: 19.958 (tasa de nacimientos 13,5)
- Defunciones: 10.415 (tasa de defunciones 7,1)